# Jeleńczewo
Jeleńczewo – wieś w Polsce położona w województwie wielkopolskim, w powiecie śremskim, w gminie Śrem.
W latach 1975–1998 miejscowość należała administracyjnie do województwa poznańskiego.
Wieś położona 10 km na południowy zachód od Śremu przy drodze powiatowej nr 4068 z Dalewa do Mełpina przez Mórkę.